# Кулонівська блокада
Кулонівська блокада (англ. Coulomb blockade) - блокування проходження електронів через квантову точку, включену між двома тунельними контактами, і обумовлене відштовхуванням електронів у контактах від електрону на точці, а також додатковим кулонівським потенціальним бар'єром, який створює електрон, який осів на цій точці.
Тунельний перехід у своїй найпростішій формі може бути представлений у вигляді двох металічних електродів розділених тонким шаром діелектрика. У випадку надпровідних металічних контактів, тунельний струм буде обумовлений тунелюванням куперівських пар. А у випадку нормальних металічних контактів, тунельний струм буде обумовлено одиничними електронами. Таким чином, будемо розглядати нижче тільки ті тунельні ефекти, котрі обумовлені протіканням одиничних електронів через нормальні металічні n- контакти (т.з. NIN- переходи).

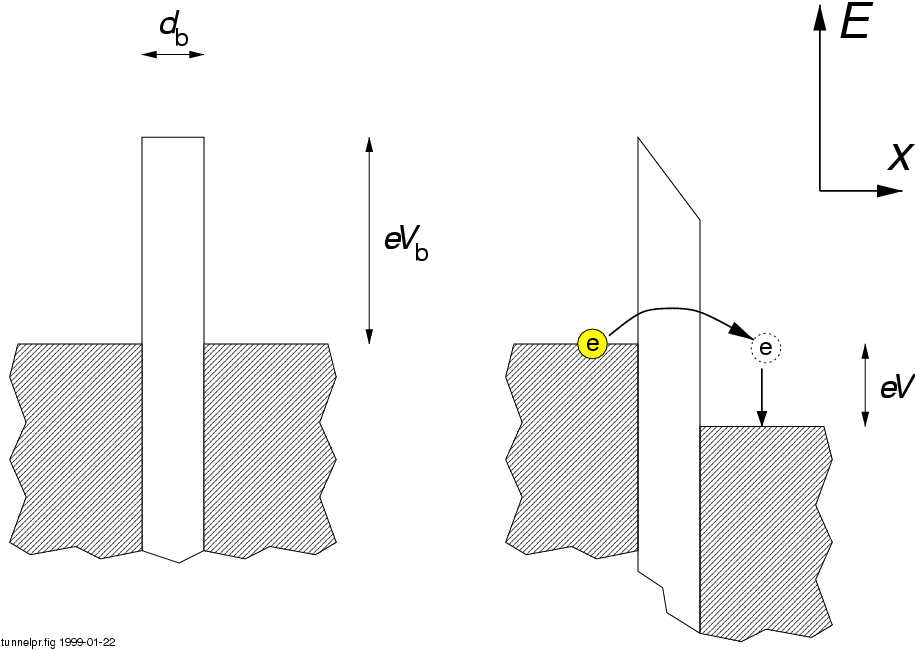
Схематичне зображення тунелювання електрона через потенціальний бар'єр.

Згідно із законами класичної електродинаміки, ніякого струму не може бути через ізолюючий бар'єр. Навпаки, згідно з квантовою механікою, існує відмінна від нуля ймовірність проходження квантової частинки через потенціальний бар'єр (див. тунелювання). Коли до двох металічних контактів, розділених тонким шаром діалектрика, прикладається напруга, то починається і протікання струму. В першому порядку наближення тунельний струм пропорційний до прикладеної напруги. Іншими словами, тунельний перехід поводить себе, як тривіальний резистор, з постійним значенням опору. (див. закон Ома). Цей опір експоненційно залежить від товщини потенціального бар'єру, котра сягає декількох нанометрів.
Очевидно, що структура із двох металічних електродів, розділених діелектриком, також має і ємність. Тому тунельний перехід веде себе подібно до конденсатора.
Враховуючи дискретність електричного заряду, струм через тунельний перехід являє собою серію подій, в яких один електрон проникає через бар'єр шляхом тунелювання (ефектами двох- електронного тунелювання тут нехтується).  Тому конденсатор тунельного переходу заряджається одиночними тунельними електронами, викликаючи появу напруги на металічних контактах {\displaystyle U=e/C}, де {\displaystyle e} - елементарний заряд електрона 1.6х10-19 Кулон та {\displaystyle C} - ємність тунельного переходу. Оскільки ємність тунельного переходу мала, тому навіть при тунелюванні одного електрона напруга на контактах буде досить значною. Це викликає зменшення електричного струму, обумовленого зовнішньою малою напругою, прикладеною до електродів. Збільшення опору тунельного переходу в області нульових струмів і називається кулонівською блокадою.
У випадку кулонівської блокади необхідно забезпечити достатньо низьку температуру, щоб отримати значно більше значення зарядової енергії (енергія, що необхідна для одноелектронного заряду тунельної ємності) по відношенню до термальної. Для вищевказаної ємності 1 фемтофарада (10-15 Фарада), Це означає, що температура повинна бути порядку 1 кельвіна. 
Щоб зробити тунельний перехід у вигляді пластинчатого конденсатора з ємністю порядку 1 фемтофарада, використовуючи оксидний шар з відносною проникністю 10 та товщиною один нанометр, необхідно створити електроди розмірами 100х100 нанометрів. 
Іншою проблемою, що заважає спостерігати кулонівську блокаду є відносно велике значення паразитних ємностей з'єднувальних дротів та вимірювальної техніки.

## Елементарна теорія явища
Для перенесення одного електрону на острівець (друга металічна пластинка тунельного переходу робиться у вигляді "квантової точки - остівця") необхідна кулонівська енергія {\displaystyle E_{C}=e^{2}/2C,} 
де {\displaystyle C} - ємність острівка. Нехтуючи іншими формами енергії (такими як теплова та інші) на практиці враховуються тільки зовнішня напруга живлення {\displaystyle V_{b}}(bias voltage). До тих пір поки напруга живлення буде меншою порогового значення {\displaystyle V_{t}h=e/C} тунелювання електронів буде заборонено, оскільки кулонівської енергії для заряду острівка буде  недостатньо. Це явище отримало назву кулонівської блокади. Подальше підвищення напруги живлення приводить до заселення острівця одним, двома і т.д. електронами, що приводить до т.з. "східцевої залежності" (залежність заряду на острівці від напруги живлення). 
Необхідно відзначити, що кулонівська блокада можлива тільки в тому випадку, коли кулонівська енергія більша за теплову енергію. В протилежному випадку теплові флюктуації (відомі як броунівський рух) зруйнують рух електронів до острівця і квантові ефекти зникнуть. Таким чином, необхідно виконати першу умову:
{\displaystyle E_{C}={\frac {e^{2}}{2C}}\gg \;k_{B}T}

де {\displaystyle e=1,602\cdot 10^{-19}} - заряд електрона, {\displaystyle k_{B}=1,381\cdot 10^{-23}} Дж/K - стала Больцмана, а {\displaystyle T} - абсолютна температура. Використовуючи цю формулу, можна зробити оцінки порядку ємності, необхідної для спостереження квантових явищ. Так, наприклад, для кімнатної температури (300К) отримуємо значення близько до 3,1 аФ ({\displaystyle 3,1\cdot 10^{-18}}Ф), а для температури кипіння азоту -12 аФ. Такі малі значення ємностей навіть важко собі уявити. Для порівняння можна привести значення паразитних ємностей у сучасних CMOS транзисторах (порядку одиниць/долей пікофарад, {\displaystyle 1pF=10^{-12}F}).
Для найпростішого випадку сферичного острівця, його ємність визначається класичним значенням:
{\displaystyle C=2\pi \epsilon _{0}\epsilon _{d}a}
Другою умовою спостерігання одноелектронних явищ нехтування квантовими флюктуаціями числа електронів на островці. Іншими словами - електрон повинен бути локалізованим на острівці. Справа в тому, що реалізувати на практиці квантовий прилад із одним острівцем дуже важко, і тому мають структури достатньо великою кількістю приповерхневих острівців. Таким чином, друга умова має значення при множині острівків. При відсутності локалізації електронів сукупність острівків являє собою простір із металічними властивостями. Заряд окремого острівка одиничними електронами в цьому випадку буде неможливий. З точки зору квантової механіки необхідно щоб тунельний бар'єр між острівками був більше, ніж тунельними острівками та поверхневим металічним електродом (джерело). Прозорість тунельного переходу задається тунельним опором 
{\displaystyle R_{T}}, мінімальне значення якого можна визначити із співвідношення невизначеностей Гейзенберга:
{\displaystyle \Delta E\Delta t>h},
де {\displaystyle \Delta E=e^{2}/C} - невизначеність енергії, пов"язаної з одним електроном, а {\displaystyle \Delta t~R_{T}C} - невизначеність часового інтервалу, пов'язана із зарядом ємності острівця через тунельний опір. Таким чином, величина тунельного опору повинна задовольняти наступній умові, яка необхідна для спостереження зарядовий явищ:
{\displaystyle R_{T}>{\frac {h}{e^{2}}}=25,813}
де {\displaystyle h=6,626\cdot 10^{-34}} Дж/с постійна Планка.

### Кулонівська блокада для N острівців
Реалізація на практиці системи із одним квантовим острівцем практично не можливо на сьогодні. Тому реальні екземпляри мають достатню кількість острівців (сотні і більше). Для системи із {\displaystyle N} острівками, їх заряд буде описуватися наступним виразом:
{\displaystyle q_{i}=\sum _{j=1}^{N}C_{ij}\phi _{j},(i=1,2,3...N)}
де {\displaystyle C_{ij}} - матричні елементи ємнісної матриці. Тут діагональні елементи {\displaystyle C_{ii}}- ємності окремих острівців, а не діагональні елементи  {\displaystyle C_{ij}} - негативні/паразитні ємності між острівцями. Таким чином, кулонівська енергія всіх острівців буде дорівнювати:
{\displaystyle E_{C}={\frac {1}{2}}\sum _{j=1}^{N}q_{i}\phi _{i},={\frac {1}{2}}\sum _{i=1}^{N}{\sum _{j=1}^{N}C_{ij}^{-1}q_{i}q_{j}},}
де {\displaystyle C^{-1}} - обернена матриця ємності острівців.
Одноелектронна система з достатньо малими острівцями адекватно не описується представленою вище спрощеною моделлю. Необхідно також враховувати вторинну міжелектронну взаємодію. Іншими словами, необхідно враховувати зміну енергії Фермі на заряджених острівцях. Тут також необхідно розрізняти метали та напівпровідники, оскільки вони суттєво відрізняються величиною концентрації носіїв, а також наявністю забороненої зони в напівпровідниках, що відокремлює валентну зону від зони провідності. Типове значення носіїв заряду в металах {\displaystyle 10^{22}cm^{-3}}, а концентрація власних носіїв у кремнію є порядку 
{\displaystyle 10^{10}cm^{-3}}. При кімнатних температурах діаметр острівця не перевищує 10 нм. Зі зменшенням геометричних розмірів острівців необхідно також враховувати квантові ефекти конфайнмента (Quantum Confinement) частки. А це означає, що електрон уже має не неперервного спектру зони провідності, а дискретний спектр ізольованої потенціальної ями малих розмірів (квантова точка- Quantum Dot). У найпростішому випадку нескінченної одновимірної потенціальної ями для квантової точки маємо наступний спектр електронів:
{\displaystyle E_{N}={\frac {1}{2m^{*}}}{\big (}{\frac {\hbar \;\pi N}{d}}{\big )}^{2}}
де{\displaystyle N}- порядковий номер рівня енергії, а {\displaystyle m^{*}}- ефективна маса електрона на острівці. Враховуючи менше значення енергії конфайнменту в кремнії по відношенню до алюмінію, тому вона більша у кремнію. Тут також можливе подальше зменшення розмірів острівців (менше 10 нм).
Протікання струму через довільний прилад вимагає врахування термодинамічних параметрів, таких як робота та вільна енергія. В нашому випадку робота, що виконує джерело живлення по переміщенню одного електрону через одноелектронну структуру, може бути записана наближено як:
{\displaystyle \Delta W=\pm \;eV+\sum _{i=1}^{N}\Delta q_{i},}
де перший член враховує вклад тунельного електрона, а другий - роботу поляризації. За визначенням, вільна енергія є різниця між повною енергією {\displaystyle E_{\Sigma }}, яка зберігається приладом, та роботою, яку виконує зовнішнє джерело живлення:
{\displaystyle F=E_{\Sigma }-W}
де {\displaystyle E_{\Sigma }=E_{C}+\Delta E_{F}+E_{N},}
а {\displaystyle \Delta E_{F}} - зміна енергії Фермі. 
Одноперехідні структури, подані вище мають два суттєві недоліки. Перший полягає в тому, що вони не мають внутрішньої пам'яті, тобто число електронів на острівках є унікальна функція від прикладеної напруги, і тому вони не можуть бути використані як комірки пам'яті. Другий полягає в тому, що неможливо протікання стаціонарного струму, чого вимагає використання ультрачутливих електрометрів для вимірювання зарядового стану одноелектронної структури. Наприклад, електрометричні підсилювачі, які виготовляються на польових транзисторах, дозволяють вимірювати струм порядку {\displaystyle 10^{-15}}А, а тут необхідні чутливіші прилади.